# Suijutsu
Suijutsu (水術?) o suieijutsu (水泳術?) es el arte marcial japonés de combate en el agua. La traducción literal del término japonés es "habilidad acuática".